# Rezistență (album)
Rezistența este al doilea album de studio al rapperului român raku. A fost lansat în luna aprilie a anului 2009, independent, și conține colaborări cu mulți interpreți români de muzică hip hop.
Două piese de pe Rezistența au beneficiat de videoclip: „Ai ki do”, în colaborare cu Christu, și „Dedicație specială”, în colaborare cu Dan Nicolau 

## Ordinea pieselor pe disc
1. „Recepție...”
2. „Doi”
3. „P-astea trag”
4. „Strike Like” (colaborare cu Jaques Yolo, DJ Faibo X și DJ Undoo)
5. „Rezistența” (colaborare cu DJ Faibo X, Gani, Doc și Brugner)
6. „Nu uita!”
7. „Cântec elf” (colaborare cu Ati de Chile)
8. „Ai ki do” (colaborare cu Christu)
9. „Vulpea cu nouă cozi” (colaborare cu Kazi Ploae)
10. „Dedicație specială” (colaborare cu Dan Nicolau)
11. „Electrip” (colaborare cu DJ Vasile)
12. „Naufragiu”